# Chattaroy (Washington)
Chattaroy es un área no incorporada ubicada en el condado de Spokane en el estado estadounidense de Washington.

## Geografía
Chattaroy se encuentra ubicado en las coordenadas 47°53′24″N 117°21′0″O / 47.89000, -117.35000.